# Morarji Desai

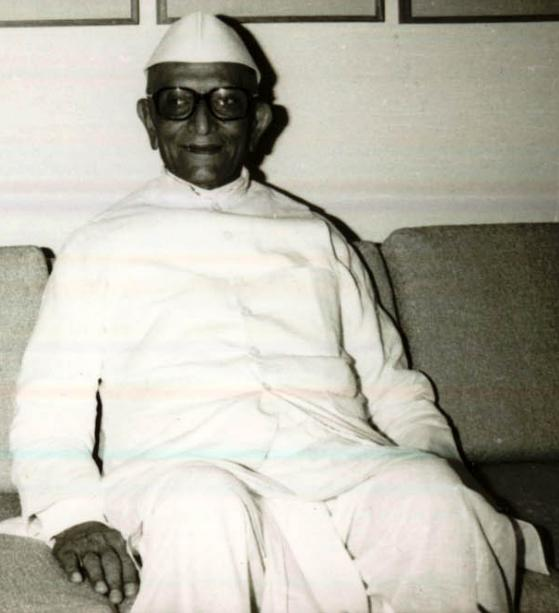
Morarji Desai en 1978.

Morarji Desai (n. el 29 de febrero de 1896 - 10 de abril de 1995; en guyaratí: મોરારજી રણછોડજી દેસાઈ) fue un activista por la independencia india y político Hindú que ocupó el cargo de primer ministro de la India en 1977 y 1979. Fue el primero en ocupar ese cargo sin presentarse por el Congreso Nacional Indio.

## Biografía y carrera
Morarji Desai nació en Bhadeli, Valsad, en la Presidencia de Bombay (ahora Guyarat). Hijo de un maestro, tras graduarse su escuela, Wilson College en Bombay, realizó sus estudios universitarios en la Universidad de Bombay y en 1918 consiguió su primer empleo dentro de la administración de aquella ciudad.

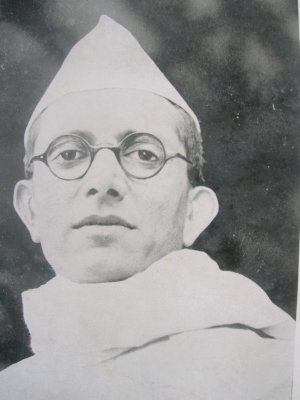
Morarji Desai en 1937.

En 1930, abandonó su empleo, guiado por las ideas nacionalistas de Mohatma Gandhi y se unió al movimiento de lucha civil por la independencia india; lo que le costó su ingreso en prisiones británicas en varias ocasiones entre 1930 y 1940.
En 1965, fue nombrado ministro de Comercio e Industria, cargo que ocupó hasta su renuncia en 1963. En 1967 fue nombrado vice primer ministro; cargo del que dimitió en 1969 para ingresar en las listas electorales de la oposición al Partido del Congreso liderado por Indira Gandhi. En 1975, cuando Indira Gandhi decretó el estado de emergencia, Morarji Desai fue arrestado y encarcelado a causa de sus actividades políticas. 
Tras su salida de la cárcel en 1977, formó parte la alianza Janata, con la que ganó las elecciones convocadas y fue nombrado primer ministro aquel año, el primero que no se presentaba por el partido del Congreso. Renunció al cargo el 15 de julio de 1979 tras la dimisión de los miembros del partido Janata y la inminencia de un voto de censura. Posteriormente se retiró de la política. Murió en Bombay en 1995.